# Lončari (Busovača, BiH)
Lončari su naseljeno mjesto u općini Busovača, Federacija Bosne i Hercegovine, BiH.

## Stanovništvo

### 1991.
Nacionalni sastav stanovništva 1991. godine, bio je sljedeći:
ukupno: 314
- Muslimani - 249 (79,29%)
- Hrvati - 44 (14,01%)
- Srbi - 20 (6,36%)
- Jugoslaveni - 1 (0,31%)

### 2013.
Nacionalni sastav stanovništva 2013. godine, bio je sljedeći:
ukupno: 371
- Bošnjaci - 334 (90,03%)
- Hrvati - 34 (9,16%)
- Srbi - 1  (0,27%)
- ostali, neopredijeljeni i nepoznato - 2  (0,54%)